# Дияконник
Дияконник (грец. διακονικόν) чи мала ризниця — приміщення в православному храмі, знаходиться в одному з вівтарів за іконостасом, звичайно праворуч від горішнього місця. Являло собою південну частину пастофорії, куди вели південні двері іконостаса.
Містить один або декілька закритих ризничних шаф, в яких зазвичай зберігаються поточне богослужбове вбрання, церковне начиння і богослужбові книги.